# Голлівуд

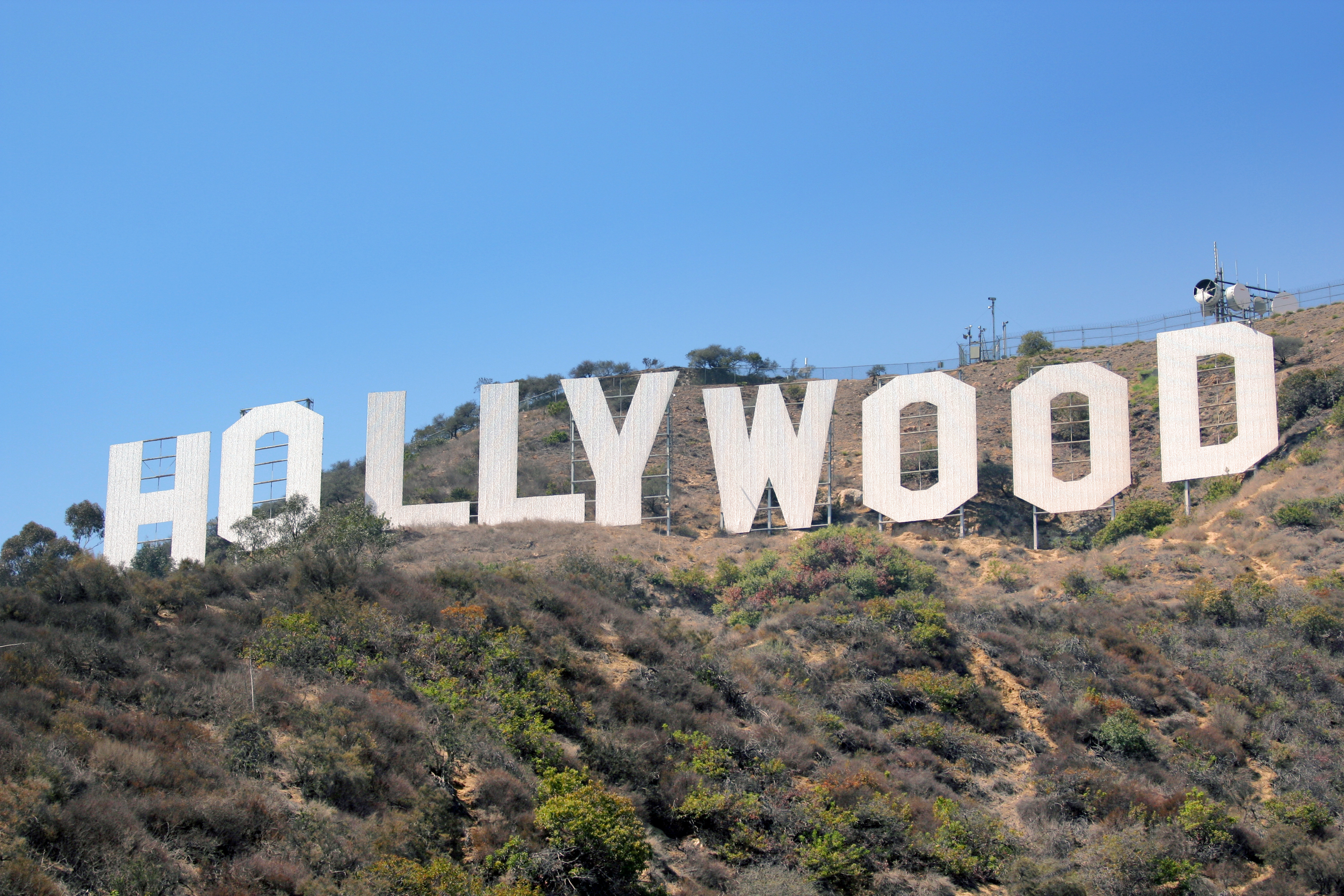
Знак Голлівуду

34°8′2″ пн. ш. 118°19′17″ зх. д. / 34.13389° пн. ш. 118.32139° зх. д.
Голліву́д (англ. Hollywood) — район міста Лос-Анджелес, який лежить на північний захід від центру міста, штат Каліфорнія. Традиційно Голлівуд асоціюється з американською кіноіндустрією, тому що в цьому районі є багато кіностудій та проживає багато відомих кіноакторів.
У Голлівуді є відома в усьому світі Алея Слави — тротуар на Голлівудському бульварі та Виноградній вулиці, в який вкладено понад 2600 п'ятипроменевих зірок з іменами знаменитостей, котрі зробили значний внесок у розвиток кіноіндустрії.
Завдяки своїй славі та культурній самобутності, як історичного центру кіностудій та кінозірок, слово «Голлівуд» часто вживають у значенні всієї американської кіноіндустрії. Назви «Місто мішури» (англ. Tinseltown) та «фабрика мрій» (англ. dream factory) застосовуються щодо Голлівуду через блискучий образ кіноіндустрії.
На сьогодні більша частина кіноіндустрії розміщена на таких околицях, як Вестсайд, але основна частина допоміжної індустрії, як-от: кіномонтаж, спецефекти, реквізити, кінцевий монтаж та освітлення, залишається в Голлівуді, разом зі знімальним майданчиком «Paramount Pictures».
Багато історичних театрів Голлівуду використовують як місце дій та концертних сцен для прем'єрних показів кінофільмів, а також місце для нагородження Американської кіноакадемії. Це популярне місце для нічного життя й туризму. Хоча для Лос-Анджелеса не є типовим створювати певні межі для своїх районів або кварталів, Голлівуд — це виняток. 16 лютого 2005 року Асамблея членів Джекі Голдберга та Пола Кореца внесла законопроєкт з вимогою, щоб Каліфорнія зареєструвала незалежність Голлівуду. Для цього були визначені межі. Цей законопроєкт був підтриманий Голлівудською торговою палатою та Міською радою Лос-Анжелеса. Законопроєкт 588 Асамблеї був прийнятий губернатором 28 серпня 2006 року і тепер район Голлівуд має офіційні межі. Їх приблизно можна описати так — схід Беверлі-Гіллз та Західний Голлівуд, південь Малхоланд драйв, Лавровий каньйон, Бульвар Кахуенга та бульвар Бархам, а також міста Бербанк та Глендейл, північ Проспекту Мелроуз та захід магістралі Голден Стейт та проспект Гіперіон. Сюди входить також парк Гриффін і Лос Феліц — два райони, які більшість лосанжеленців часто вважають окремими від Голлівуду. Населення району, включно з Лос Феліц, згідно з переписом 2000 року, становило 167 664 осіб, а середній дохід населення був 33 409$ у 1999 році.
Як у частини міста Лос-Анджелес, у Голлівуді немає свого муніципалітету, але в них є офіційна Торгова Палата, яку вибирає Голлівуд. Вона виступає та служить почесним «Мером Голлівуду» тільки на церемоніях. Джонні Грант обіймав цю посаду декілька десятків років, аж до смерті 9 лютого 2008 року.

## Історія

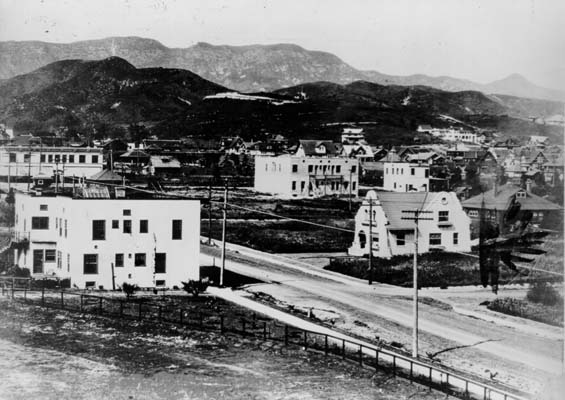
Голлівуд у 1907 році

У 1853 році на місці, що пізніше стало Голлівудом, був лише один глиняний будинок. До 1870 року в цій області процвітало сільське господарство та вирощування зернових культур. Популярна в Голлівуді етимологія говорить, що назва «Голлівуд» пішла від багатих запасів «каліфорнійського падуба», який кожної зими покриває схили гронами ягід. Але цей факт, і відповідно, посилання на походження назви, стосується завезених падубів, які колись росли в цьому районі, не є доведеними.[джерело?]
Назву Голлівуд введено Гобардом Джонстоуном Вітлі, батьком Голлівуду. Зі своєю дружиною вони натрапили на цю назву під час медового місяця у 1886 році, згідно з мемуарами Маргарет Вірджинії Вітлі. Назву «Голлівуд» використовував Г. Г. Вілкокс, коли наносив мітки на свої 160 акрів ферми у 1887 році. Він запозичив цю назву у свого сусіда Івара Вейда і хотів бути першим, хто її зареєструє. До 1900 року громада тодішнього Кахуєнга мала поштамт, газету, готель та два ринки, а його населення становило 500 чоловік. Лос-Анжелес, населення якого на той час становило 100 000 чоловік, розміщувався за 16 км на схід через цитрусові посадження. Одна колія для трамваю була прокладена вниз по Проспект-авеню, але трамваї ходили не часто та поїздка займала дві години. Стара цитрусова консервна фабрика була перероблена на депо, з метою покращення транспортної ситуації для жителів Голлівуду.
Перша частина відомого готелю «Голлівуд», першого головного готелю в Голлівуді, була відкрита у 1902 році, Г.Дж. Вітлі, президентом бульвару Лос-Пасифік та Компанії Розвитку, головним акціонером якого був він. Він хотів продати місцеві володіння серед лимонних ранчо, які тоді тягнулись вздовж пагорба. Із заходу, примикаючи до Гайленд-авеню, самі будівлі входили на Проспект-авеню. Все ще биту, небруковану дорогу постійно зміщували і підсипали гравієм. Його компанія відкрила і розвинула перший житловий квартал Оушен В'ю Трект (англ. Ocean View Tract).

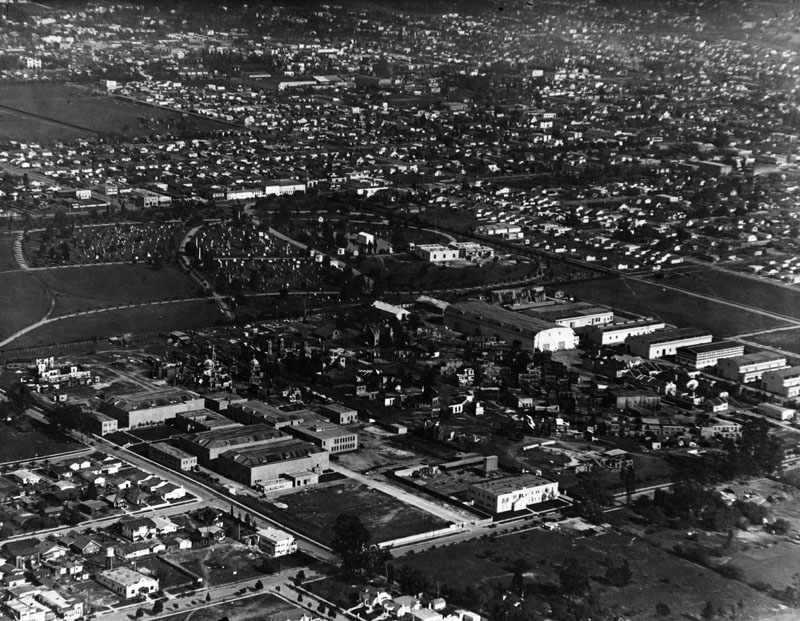
Голлівудські кіноіндустрії у 1922 році

Голлівуд був зареєстрований як муніципалітет у 1903 році. В статусі міста був пункт, що забороняв продаж лікеру, окрім фармацевтів, а також пункт, який забороняв проганяти велику рогату худобу вулицями, стадами понад двохсот. 1904 року був запущений новий тролейбусний вагончик, який курсував з Лос-Анжелесу до Голлівуду догори по Проспект-авеню. Система називалась «Бульвар Голлівуд». Вона значно зменшила час подорожі до Лос-Анжелеса і назад.
До 1910 року через боротьбу за адекватне водопостачання, мешканці міста проголосували за те, щоб Голлівуд приєднався до міста Лос-Анжелес, оскільки водна система міста відкривала акведук Лос-Анжелес та перекачувала воду з річки Оуенс у долину Оуенс. Іншою причиною такого голосування було те, що у Голлівуда з'явився доступ до дренажної системи каналізації Лос-Анжелесу. Після приєднання, назву Проспект-авеню змінили на бульвар Голлівуд та змінились всі номери на вулицях нового району. Наприклад, Проспект-авеню 100, на Авеню-Вермонт, став Бульвар Голлівуд 6400; а бульвар Чахуєнга 100, на бульварі Голлівуд, став Бульваром Чахуєнга 1700.

### Кіноіндустрія
Виробництво кіно на території Лос-Анджелеса передувало кіновиробництву у Голлівуді. Компанія Біограф зняла короткометражний фільм «Сміливе пограбування у південній Каліфорнії» в Лос-Анджелесі у 1906 році. Перша студія на території Лос-Анджелеса була заснована «Selig Polyscope Company» в Едіндейлі, з початком будівництва у серпні 1909.
На початку 1910 Компанія Біограф послала директора Д. У. Гриффіта з його трупою, складом з акторів Бланш Світ, Ліліан Гіш, Мері Пікфорд, Лайонел Беррімор та інших на західний берег. Вони почали знімання на вільній ділянці у діловій частині міста. Компанія вирішила оглянути нові території та проїхала п'ять миль (8 км) на північ від маленького поселення Голлівуд, яке було доволі привабливим і з радістю прийняло компанію, яка знімала у них фільм. Тоді Гриффіт зняв найперший фільм у Голлівуді за назвою «В старій Каліфорнії» — мелодрама з подіями на території мексиканської провінції Каліфорнії у 1800-тих роках. Компанія кінематографів залишалась там декілька місяців і зняла декілька фільмів до повернення в Нью-Йорк.
Перша студія в Голлівуді була заснована Компанією Кентавр, яка розміщалася в Нью-Джерсі і мала намір знімати вестерни в Каліфорнії. Вони орендували закинуту придорожню забігайлівку на бульварі Сансет 6121, на розі Гоуер-стріт та переробили її на кіностудію у жовтні 1911 року, назвали її «Студія Нестор». Перший повнометражний художній фільм, зроблений безпосередньо на студії Голлівуд, у 1914 році, був фільм «Чоловік індіанки», створений Сесил Б. Де Милем та Оскаром Апфелем. Художні фільми, створені до «Чоловіка індіянки» — це фільми «Від заходу до світанку» (1913) та «Морський вовк» (1913).
У чотирьох основних кінокомпаній «Paramount Pictures», «Warner Bros.», «RKO Pictures» та «Columbia Pictures» були студії в Голлівуді, а також у декількох менших кінокомпаній.

### 1920—1940
До 1920 Голлівуд став всесвітньо відомим як центр Кінематографу США. Починаючи з 1920-х до 1940-х, більша частина транспорту в Голлівуд і назад проходила за допомогою «червоних вагонів» компанії «Pacific Electric Railway».

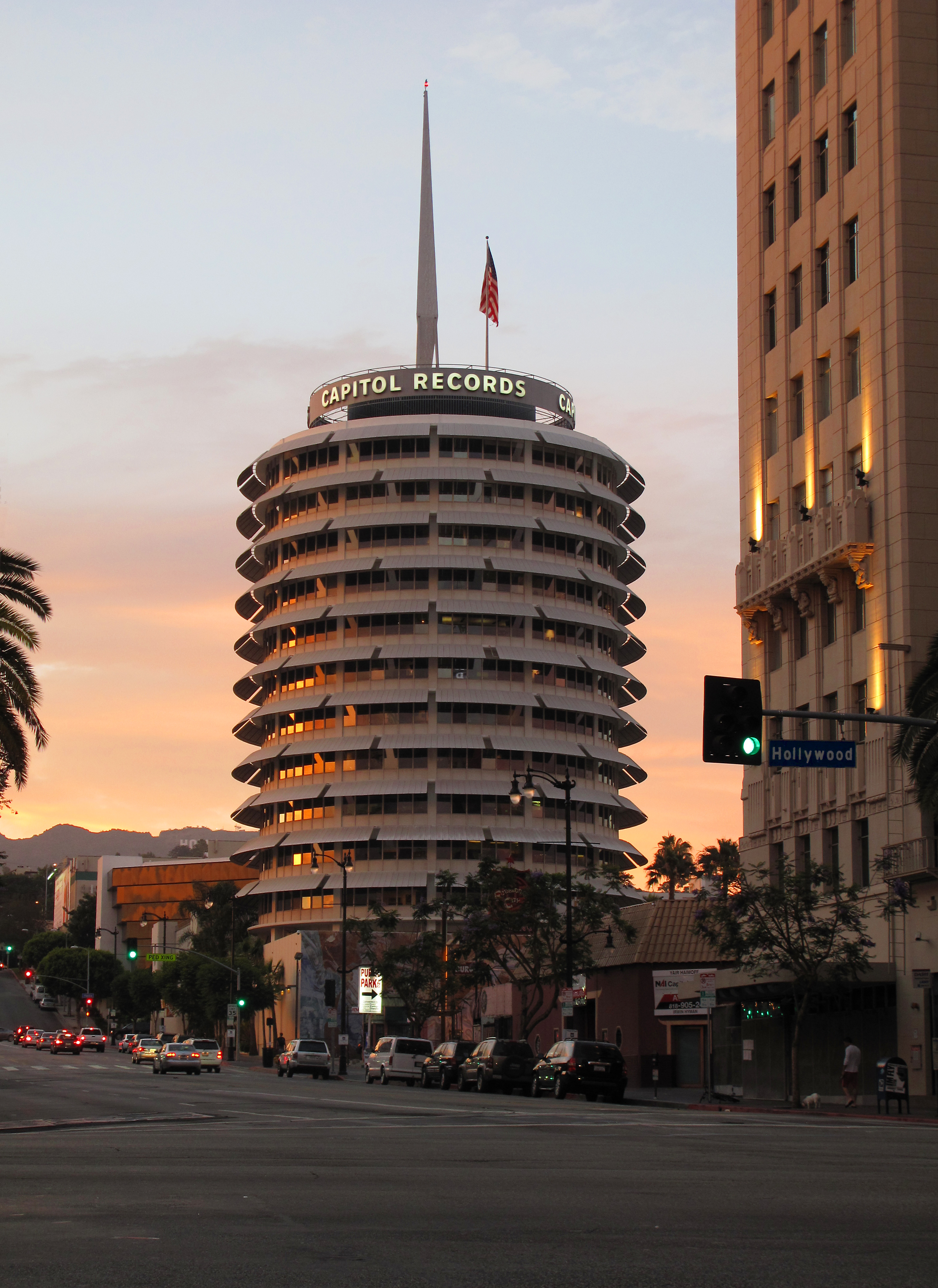
Будівля «Capitol Records»

### 1941—2010
22 січня 1947 року почала свою роботу перша комерційна телевізійна станція на Заході. На початку 1950-тих була побудована відома автомагістраль Голлівуд від чотирирівневої транспортної розв'язки в центрі Лос-Анджелесу, вздовж Голлівуд Боул, до Каугенга Пасс та в долину Сан-Фернандо. В ті дні по цій дорозі їздили трамваї, по рейках, прокладеними по роздільній смузі.
Відома будівля «Capitol Records» на вулиці Вайн-стріт на північ від бульвару Голлівуд була побудована 1956 року. У будівлі розміщувалися офіси та студії запису, які закриті для публіки, але його круглий дизайн має вигляд стосу зі 180-мм вінілових платівок.
Зараз закинута ділянка на розі Бульвару Голлівуд і Серрано-авеню колись була престижною Голлівудською професійною школою, чиїх випускників можна було вважати місцевими «іменами» в списку «Хто є хто» в Голлівуді. Один з цих випускників був присутнім на «прощальній» вечірці під час пам'ятного закопування капсули часу на ділянці.

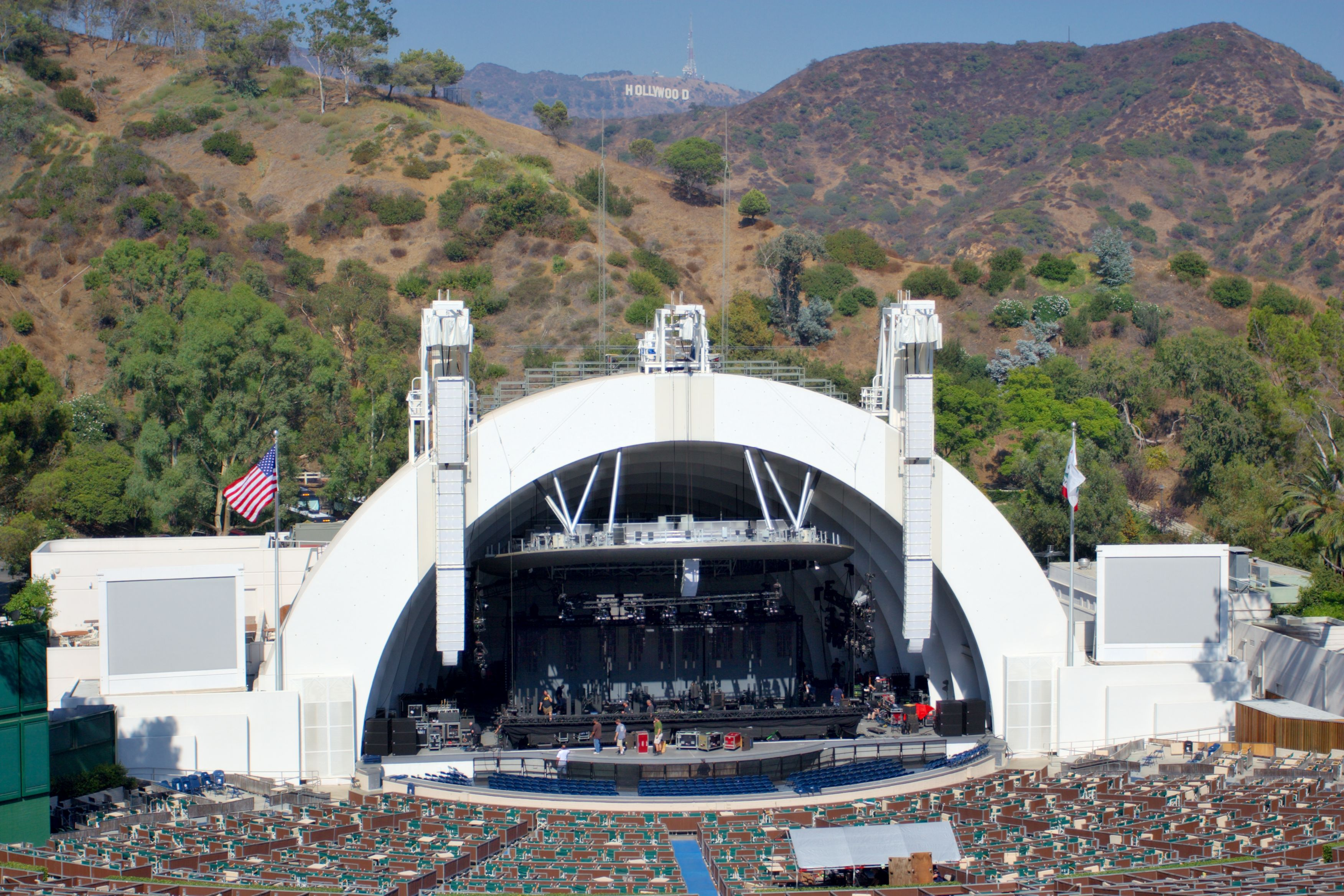
Hollywood Bowl

Голлівудська Алея Слави була заснована у 1958 році на честь акторів, які працювали у розважальній індустрії й перша зірка на алеї — відома актриса Джоан Вудварт — залишила свій слід 9 лютого 1960 року. Люди, яких нагороджують, отримують зірку на основі досягнень кар'єри в кіноіндустрії, театральному мистецтву, радіо, телебаченні та в музиці, а також їхніх внесків у благодійність.
У 1985 році, Бульвар Голлівуд як комерційний та розважальний район був офіційно занесений в Національний реєстр історичних місць США для захисту важливих споруд та впевненості, що видатне минуле Голлівуду завжди залишиться частиною його майбутнього.
У червні 1999 року відбулося довгоочікуване розширення Голлівуду — метрополітен Лос-Анджелесу, червона лінія для швидкого транзиту, яка проходила від центру Лос-Анджелеса до долини Сан-Фернандо, з зупинками вздовж Бульвару Голлівуд на Західній авеню, Вайн-стріт і Хайланд-авеню.
Театр Кодак, який відкрився на Бульварі Голлівуд у 2001 році, історично був готелем Голлівуд, який потім став новою домівкою для Оскара.
Тимчасом як кіновиробництво донині зосереджене в районі Голлівуд, більшість студій були в районі Лос-Анджелесу. «Paramount Pictures» — єдина головна студія, яка фізично все ще розташовується в Голлівуді. Інші студії в районі це «Jim Henson» (раніше «Chaplin») — це «Sunset Gower Studios» та «Raleigh Studios»
Оскільки Голлівуд та околиці Лос Феліц були спочатку місцями для розвитку перших телевізійних станцій в Лос-Анджелесі, то зараз більшість з них переїхали в інші місця в межах досяжності метрополітену. «KNBC» почали свій переїзд ще в 1962 році, коли вони переїхали з колишньої студії «NBC Radio City Studios», яка розташовувалась на північному розі Бульвару Сансет та Вайн-стріт, до «NBC Studios» в Бербанку.

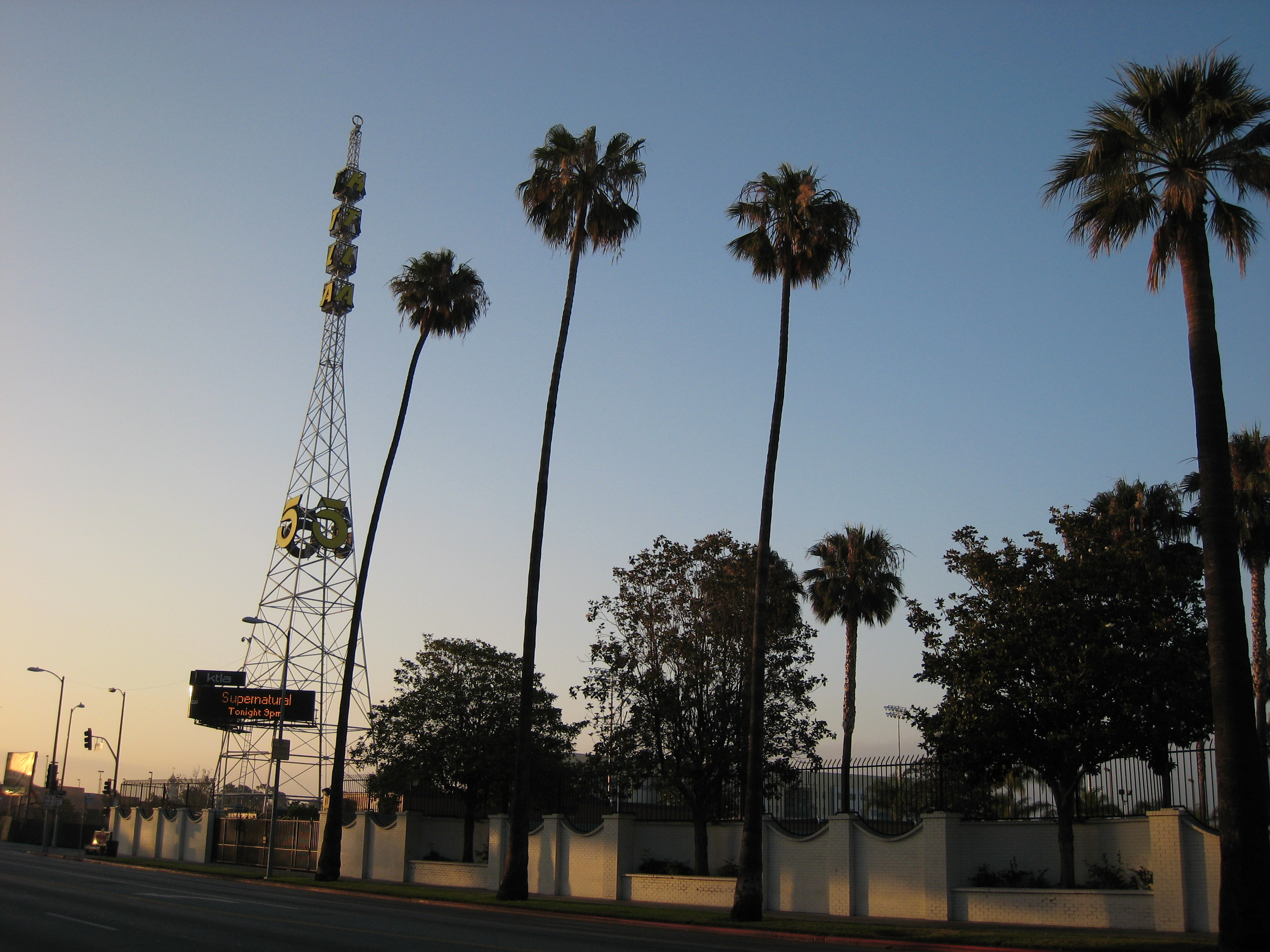
Башта KTLA

### Сучасний Голлівуд
«KTTV» в 1996 році переїхала зі свого колишнього будинку на площі Метромедії в блоці 5700 на Бульварі Сансет на Банді-драй в західній частині Лос-Анджелесу. «KABC-TV» переїхала з офісу в «ABC Television Center» (зараз «The Prospect Studios») на півдні Голлівуду в Глендейл у 2000 році, хоча Лос-анджелеське бюро «ABC News» донині міститься на Проспекті. Після того як її купила студія «20th Century Fox» у 2001 році, «KCOP» покинула свій старий будинок в блоці 900 на авеню Ла Бре, щоб приєднатися до «KTTV» в районі Фокс. Дуополія «KCBS-TV» в «KCAL-TV», яка належить корпорації «CBS», переїхала зі своєї резиденції на площі CBS Columbia, в блоці 6100 на бульвар Сансет в нову будівлю в «CBS Studio Center» в Studio City. «KTLA», яке міститься в блоці 5800 на Бульвар Сансет, а також «KCET», в блоці 4400 на бульварі Сансет — це остання компанія, яка займається віщанням (телевізійним або радіо) з голлівудською адресою.
В додаток до всього Голлівуд раніше був домівкою для всіх радіостанцій в Лос-Анджелесі, які зараз переїхали в інші райони. «KNX» — остання студія, яка вела мовлення з Голлівуду, а потім з будівлі на площі CBS Columbia переїхала в студію на Міракл Майл у 2005 році.
У 2002 році жителі Голлівуду почали кампанію за відокремлення району від Лос-Анджелеса та отримання, як це було сто років тому, статусу об'єднаного муніципалітету. Прихильники відокремлення вважають, що потреби їхнього району ігнорувались керівниками Лос-Анджелесу. В червні того ж року обласна рада Лос-Анжелесу оголосила референдум про від'єднання як Голлівуду так і долини Сан-Фернандо, виставивши це рішення на загальне голосування. Щоб рішення було ухвалено, йому було необхідно набрати більшість голосів жителів можливого нового муніципалітету, а також більшість виборців всього Лос-Анджелесу. У виборах, які відбулися у листопаді того ж року, обидві пропозиції не були підтримані більшістю.

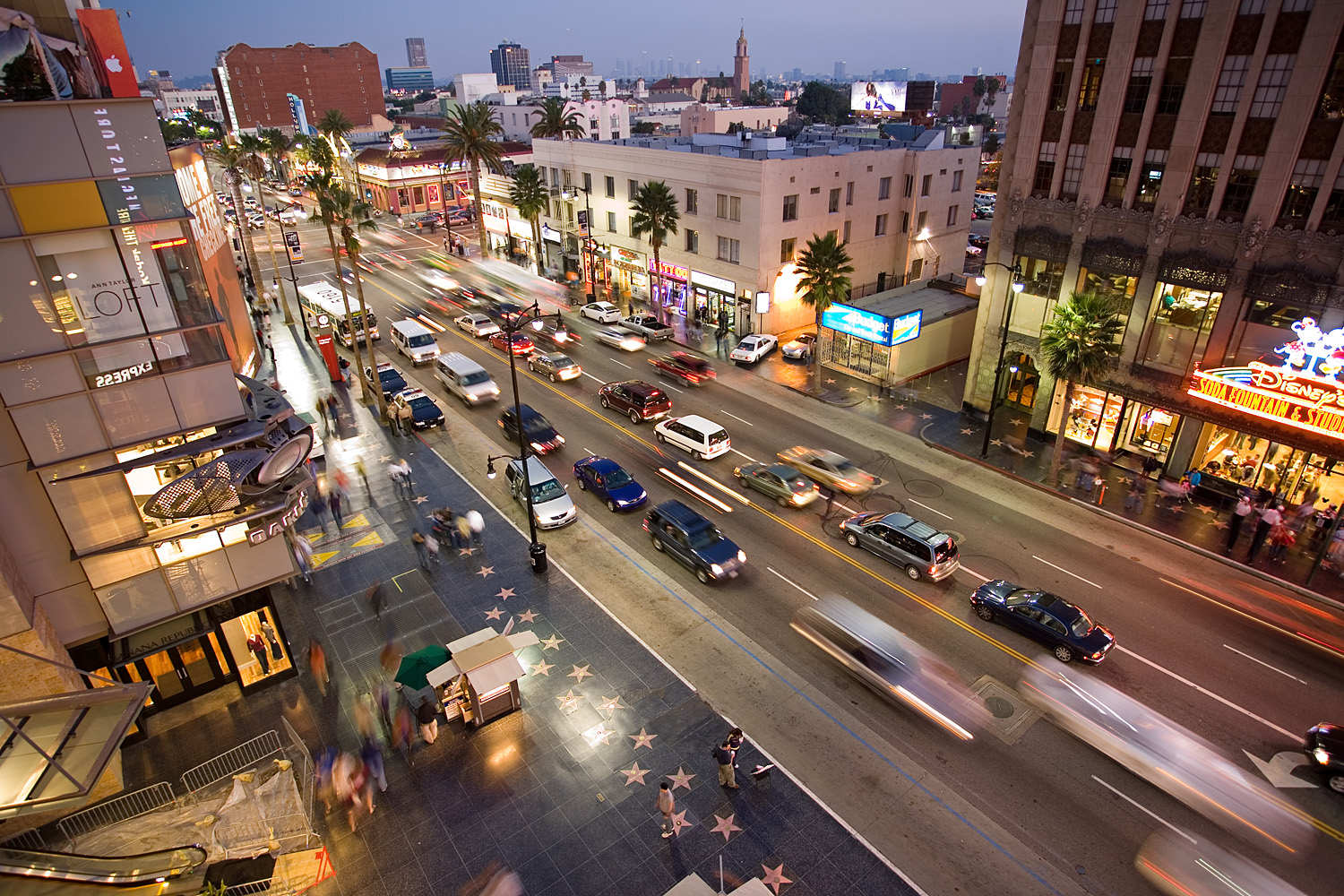
Голлівуд-бульвар

Голлівудом керують декілька сусідських Рад, разом з Об'єднаною Окружною Радою Голлівуду (HUNC) та Окружною Радою Району Студій Голлівуд. Ці дві групи є частиною мережі окружних рад, сертифікованих Департаментом Лос-Анджелеса по розвитку округів, або DONE. Окружні ради подають радні голоси щодо таких питань, як роз'єднання, планування та інші суспільні питання. Члени ради вибираються структурами, до яких, як правило, залучені всі, хто працює, має власність або належить до організації в межах округу.
13 липня 2023 року, згідно повідомлення The New York Times, Гільдія голлівудських акторів, вперше за 43 роки схвалила страйк, що призвело до зупинки американського кіно- та телебізнесу через обурення зарплатою та страх перед майбутнім, де домінують технології. Лідери гільдії SAG оголосили про страйк, у центрі протистояння – потокові послуги та штучний інтелект. Актори приєдналися до сценаристів, які на знак протесту покинули робочі місця ще в травні поточного року, на пікетах у Нью-Йорку, Лос-Анджелесі та десятках інших американських міст, де знімають сценарні шоу та фільми.

### Відродження
Після багатьох років серйозного спаду, коли багатьом Голлівудським ділянкам загрожувало знищення, Голлівуд на шляху відродження з метою об'єднати міське населення. Багато проєктів, зосереджених на бульварі Голлівуд, вже завершені. Комплекс «Голлівуд і Гайленд» (з боку Театру Кодак), були головними каталізаторами реконструкції території. А також велика кількість фешенебельних барів, нічних клубів і торгових центрів, які відчинилися на бульварі або в його околицях, повернули Голлівуду статус центру нічного життя Лос-Анджелесу. Багато старих будівель стали лофтами, Космо Лофт — перший житловий/робітничий лофт на території Голлівуду. Готель «A W» зараз реконструюється на перехресті Голлівуд та Вайн.

## Мікрорайони Голлівуду
- Beachwood Canyon
- Cahuenga Pass
- Hollywood Downtown/Civic area

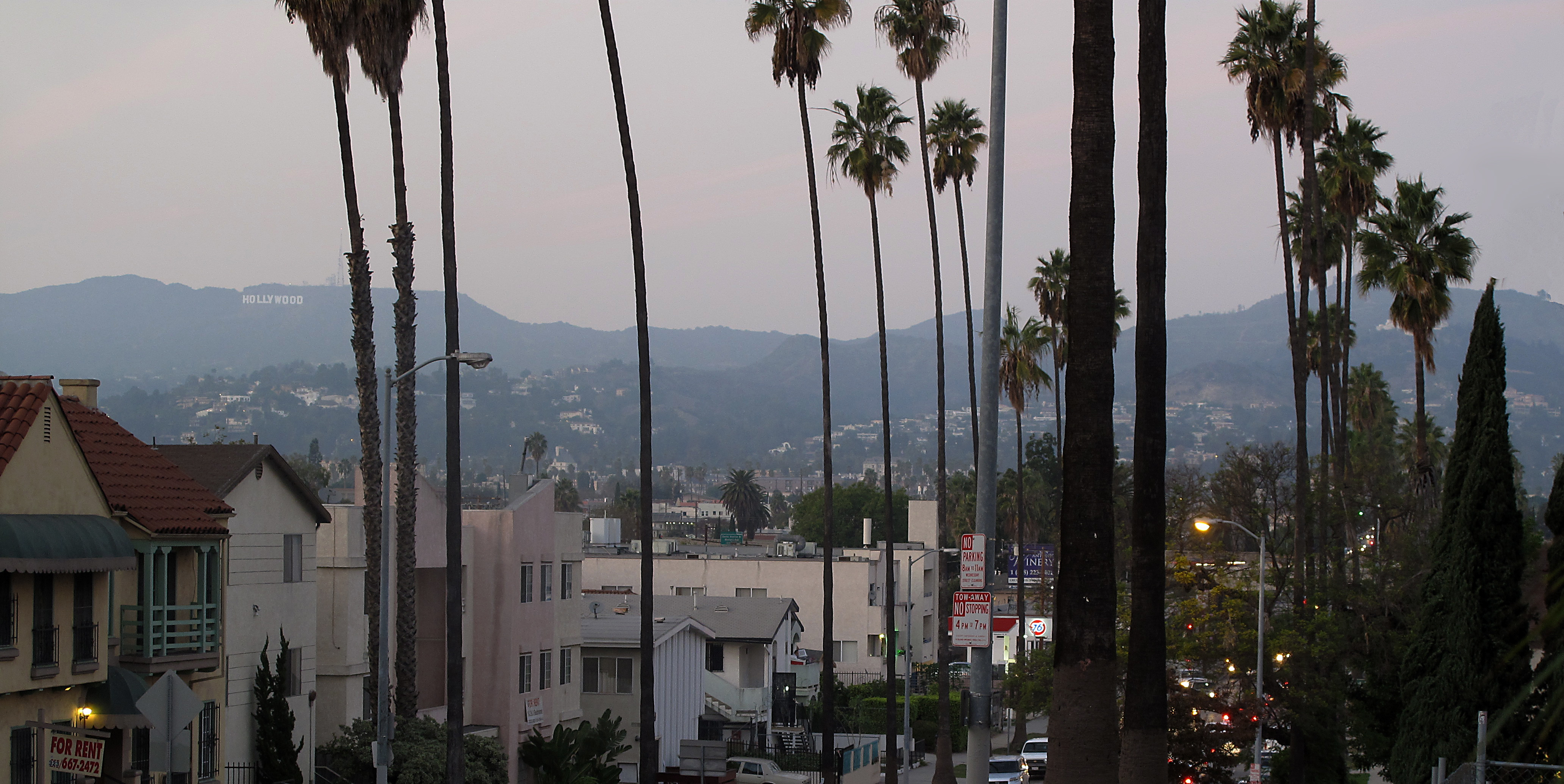
Голлівудські пагорби

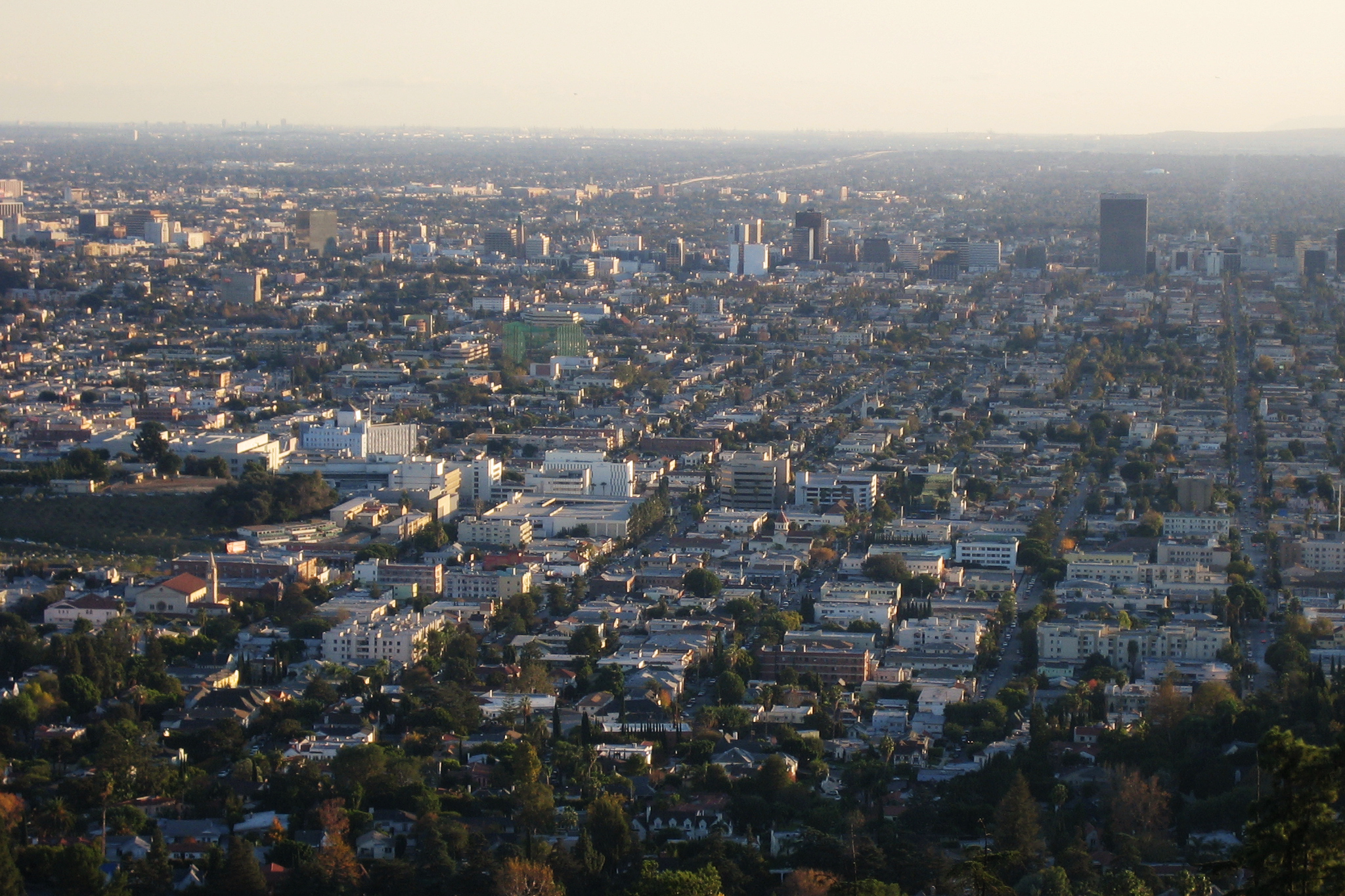
Район маленька Вірменія

- Hollywood Hills / Голлівудські пагорби
- Hollywood Heights / Голлівудські вершини
- Laurel Canyon / Лорел-Каньйон
- Mount Olympus
- Nichols Canyon
- Outpost Estates
- Sunset Hills
- East Hollywood / Східний Голлівуд
- Little Armenia / Маленька Вірменія
- Thai Town
- Virgil Village
- Melrose District
- Melrose Hill
- Sierra Vista
- Spaulding Square
- Yucca Corridor

## Місцева управа

### Політичне життя
Більша частина околиць Голлівуду, разом з Бульваром Голлівуд та Бульваром Сансет, є на території 13-го району міста Лос-Анджелеса. Останні члени ради: Майкл Ву:1985-1993; Джекі Голдберг: 1994–2000; Ерік Гарсетті: 2000-до цього часу.

### Відродження міста

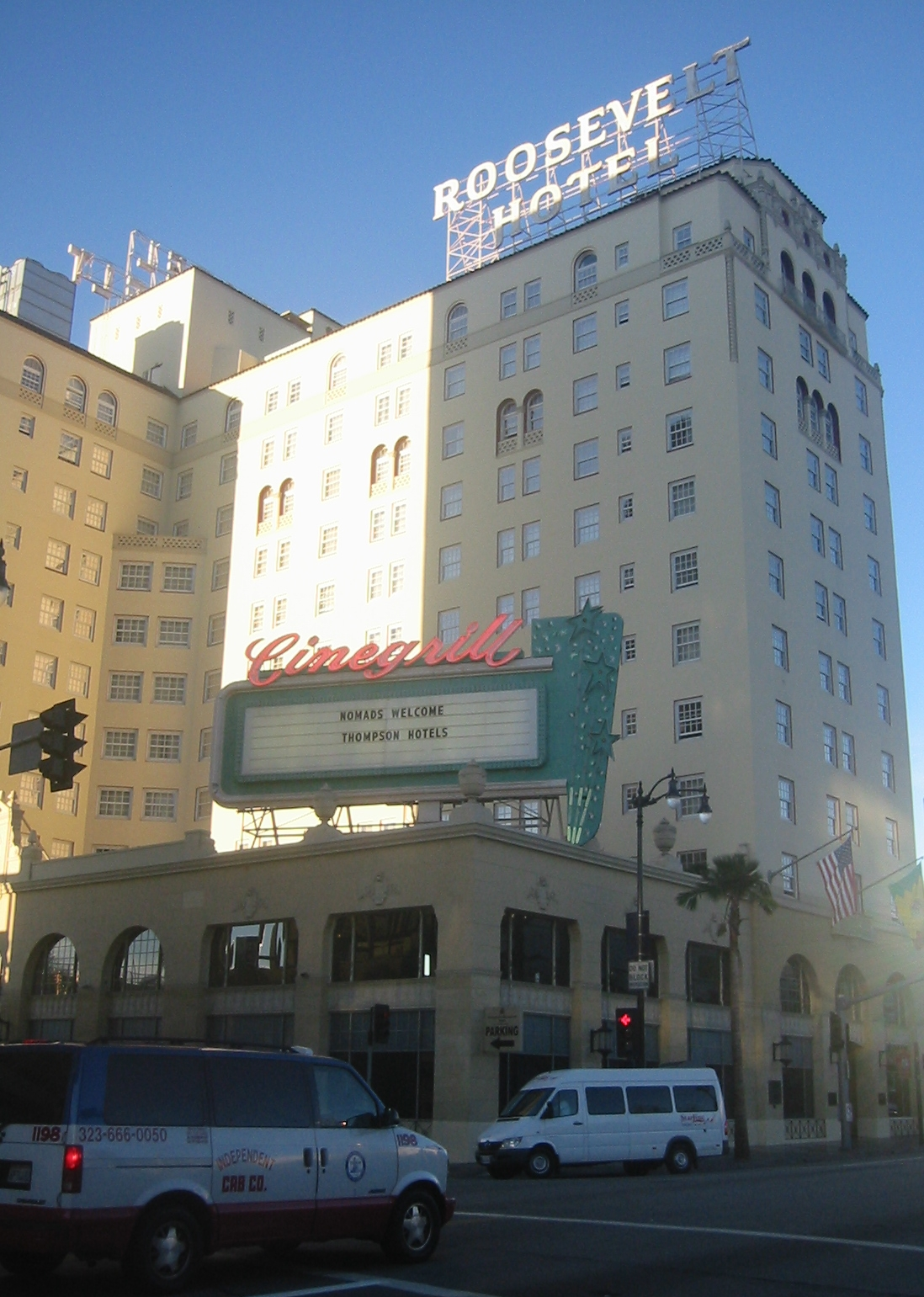
Готель «Голлівуд Рузвельт» (Hollywood Roosevelt)

Міські заклади, які ініціюють відродження міста в рамках Проєкт Реконструкції Голлівуду — це Громада Реконструкції Лос-Анджелеса, яка розміщується в Блакитному будинку на Бульварі Сансет 6244, № 2206, Голлівуд, СА 90028.

## Клімат
Як і решта Лос-Анджелеса, в Голлівуді середземноморський клімат зі спекотним літом або субтропічний клімат із сухим літом. Зими, як правило, м’які та дощові, проте взимку також багато теплих сонячних днів. Літо зазвичай спекотне, сонячне та сухе, з квітня по жовтень практично не випадає дощ. Хоча літні дні можуть бути достатньо спекотними, вони значно прохолодніші, ніж у долині Сан-Фернандо. 
Весна й осінь теплі, сонячні та приємні. Вітри Санта-Ани виникають восени та взимку, хоча це може статися протягом будь-якого місяця. Санта-Ана приносить сильні вітри, вищі температури та нижчий рівень вологості, що збільшує ризик лісових пожеж, особливо в посушливі роки. У літні місяці іноді може виникати смог. Травень і червень бувають туманними та хмарними в Голлівуді, це явище відоме жителям південної Каліфорнії як «травнева сірість» або «червнева похмурість».
Рекордно висока температура в Голлівуді становила 112 °F (44 °C) 26 червня 1990 року, а рекордно низька  — 24 °F (–4 °C) 8 грудня 1978 року та 23 грудня 1990 року.

## Населення
Відповідно до перепису населення США у 2000 році в Голлівуді проживали 77 818 мешканців. 2008 року, згідно з оцінками Департаменту міського планування Лос-Анджелеса, показник становив 85 489 осіб. Тобто 22 193 людини на квадратну милю, що є однією з найвищих щільностей у місті Лос-Анджелес і однією з найбільших щільностей в окрузі. Голлівуд відрізняється етнічною різноманітністю: 42,2% — Іспаноамериканці та латиноамериканці, 41% — неіспаномовні білі, 7,1% — американці азійського походження, 5,2% — афроамериканці та 4,5% — інші. Мексика (21,3%) і Гватемала (13%) — найпоширеніші місця народження для 53,8% жителів, які народилися за кордоном, показник, який вважається високим для міста в цілому.
Середній дохід домогосподарства у 2008 році — $33 694, що вважається низьким для Лос-Анджелеса. Нижчим за міську норму був і середній розмір домогосподарства — 2,1 людини. Орендарі зайняли 92,4% одиниць житла, решту — власники будинків чи квартир. Середній вік становить 31 рік. Відсоток неодружених чоловіків — 55,1%, ніколи не одружених жінок (39,8%) і вдів (9,6%) був одним з найвищих в окрузі.

## Наука та Голлівуд
Національна Академія Наук США (англ. National Academy of Sciences) оголосила про створення унікального проєкту. Напевне, вперше в історії світового кінематографа, створюється спеціальна група вчених, які будуть на постійній основі консультувати сценаристів та режисерів голлівудських фільмів. Їхньою основною метою буде додати наукової правдоподібності подальшим кінострічкам.

## Пам'ятки
- Capitol Records
- Голлівудська Алея Слави
- Знак Голлівуду
- Театр Кодак
- Готель Hollywood Roosevelt

## Цікаві факти
- Іноді Голлівуд називають «Долиною ляльок» після написання однойменного бестселер Жаклін С'юзан.

## Персоналії
- Керол Адамс (1918—2012) — американська акторка й танцівниця
- Ронда Флемінг (1923—2020) — американська акторка та співачка
- Дін Стоквелл (1936—2021) — американський актор
- Кетрін Росс (* 1940) — американська акторка театру і кіно
- Пітер Джейсон (* 1944) — американський актор
- Барбара Герші (* 1948) — американська акторка
- Денніс Дірк Блокер (* 1957) — американський актор
- Крістіна Епплгейт (* 1971) — американська акторка
- Леонардо Ді Капріо (* 1974) — американський актор, кінопродюсер.